# Philippe Nericault Destouches
Philippe Nericault Destouches, (n. 9 aprilie 1680 - d. 4 iulie 1754) a fost un dramaturg francez. S-a născut într-o famile destul de bine situată dar a refuzat carirea în magistratură pe care o doreau părinții săi și a devenit comedian și șef de trupă. A fost remarcat de Philippe-Florent de Puisieux (1713-1772), ambasador al Franței în Elveția, care îl angajează ca secretar. Datorită pieselor pe care le-a scris, este ales membru al Academiei Franceze în 1723. Multe din piesele sale au devenit cunoscute după moartea sa.
1. 1 2 3  Archivio Storico Ricordi, accesat în 3 decembrie 2020
2. 1 2  Destouches, Encyclopædia Britannica Online, accesat în 9 octombrie 2017
3. 1 2  Destouches, Discogs
4. 1 2  Philippe Destouches, Brockhaus Enzyklopädie, accesat în 9 octombrie 2017
5. ↑  Destouches (1680-1754), Babelio
6. ↑  Autoritatea BnF, accesat în 10 ianuarie 2017